# O, Vrba (film)
O, Vrba je slovenski kratki črno-beli dokumentarni film. Film je dala posneti Prosvetna zveza, režiral in produciral ga je Mario Foerster leta 1941 pod pokroviteljstvom Emone filma. Prvič je bil predvajan v zaprtem krogu v začetku leta 1942. Zaradi kulturnega molka na Slovenskem med drugo svetovno vojno, je film izšel šele leta 1945. Film prikazuje Prešernovo rojstno hišo, ki je bila preurejena v muzej na dan, ko je Nacistična Nemčija napovedala vojno Poljski, kar odražajo temačni oblaki nad Karavankami. Foerster je v filmu pokazal svoj izrazit občutek za svetlobo in kompozicijo. Pisatelj Fran Saleški Finžgar v zvočnem posnetku vodi po Prešernovi hiši, Oton Župančič pa recitira Prešernovo pesem O Vrba. Glasbo je napisal Janko Gregorc in je prva originalna slovenska filmska glasba. Film je montiral Rudi Omota.